# Canton de Saint-Laurent-du-Var-Cagnes-sur-Mer-Est
Le canton de Saint-Laurent-du-Var-Cagnes-sur-Mer-Est est une ancienne division administrative française, située dans le département des Alpes-Maritimes et la région Provence-Alpes-Côte d'Azur.

## Composition
Le canton de Saint-Laurent-du-Var-Cagnes-sur-Mer-Est se composait d’une fraction de la commune de Cagnes-sur-Mer et d'une autre commune. Il comptait 37 102 habitants (population municipale) au 1er janvier 2012.
| Nom                              | Code Insee | Intercommunalité           | Population (dernière pop. légale)               |
| -------------------------------- | ---------- | -------------------------- | ----------------------------------------------- |
| Saint-Laurent-du-Var (chef-lieu) | 06123      | Métropole Nice Côte d'Azur | 29 067 (2014)                                   |
| Cagnes-sur-Mer                   | 06027      | Métropole Nice Côte d'Azur | Fraction : 7 759 (2012) Commune : 47 811 (2014) |

## Histoire
Canton créé en 1985 (décret du 31 janvier 1985) - Division du canton de Cagnes-Est.
| Période                                                                                                | Identité          | Parti        | Qualité |
| --- | ----------------- | ------------ | --- |
| Marc Moschetti fut le premier Conseiller Général du Canton de Saint-Laurent-du-Var-Cagnes-sur-Mer-Est. |                   |              | |
| 1985-1998                                                                                              | M. Marc Moschetti | DVD puis RPR | Notaire Maire de Saint-Laurent-du-Var (1965-1995)                                                                                            |
| 1998-2015                                                                                              | M. Henri Revel    | RPR puis UMP | Chirurgien-dentiste Maire de Saint-Laurent-du-Var (1995-2014) Vice-Président du Conseil Général Suppléant du député Lionnel Luca (1997-2002) |

## Conseillers généraux de l'ancien Canton de Saint-Laurent-du-Var
| Période | Période | Identité       | Étiquette | Qualité                                           |
| ------- | ------- | -------------- | --------- | ------------------------------------------------- |
| 1979    | 1985    | Marc Moschetti | RPR       | Notaire Maire de Saint-Laurent-du-Var (1965-1995) |

## Démographie
| 1990   | 1999   | 2006   | 2011   | 2012   |
| ------ | ------ | ------ | ------ | ------ |
| 30 539 | 34 553 | 38 387 | 37 264 | 37 102 |